# Pseudosynagelides monteithi
Pseudosynagelides monteithi là một loài nhện trong họ Salticidae. Loài này được phát hiện ở Queensland.